# キューヘン
株式会社キューヘンは、福岡県福津市に本社を置く、変圧器や受電設備の製造、電気温水器、太陽光発電設備の製造などを行う企業。九州電力グループだが、ダイヘンも出資している。

## 関連会社
- 株式会社九変工業
- キューヘングリーンサービス株式会社
- 株式会社キューデン・グッドライフ東福岡

## 取引銀行
- 三井住友銀行
- みずほ銀行
- 福岡銀行